# Камінчак білоголовий
Камінча́к білоголовий (Thamnolaea coronata) — вид горобцеподібних птахів родини мухоловкових (Muscicapidae). Мешкає в Африці на південь від Сахари. Білоголовий камінчак раніше вважався конспецифічним з рудочеревим камінчком, однак був визнаний окремим видом.

## Опис
Довжина птаха становить 20 см. Виду притаманний статевий диморфізм. Самці мають переважно чорне Забарвлення, живіт, гузка і надхвістя у них руді, на плечах білі плями, верхня частина голови біла. Самиці мають переважно темно-сіре забарвлення, живіт і гузка у них руді. 

## Підвиди
Виділяють два підвиди:
- T. c. coronata Reichenow, 1902 — від північного Кот-д'Івуару і Буркіна-Фасо до західного Судану;
- T. c. kordofanensis Wettstein, 1916 — центральний Судан (гори Нуба[en]).

## Поширення і екологія
Білоголові камінчаки мешкають в Кот-д'Івуарі, Буркіна-Фасо, Гані, Того, Беніні, Нігерії, Камеруні, Чаді, Центральноафриканській Республіці і Судані. Вони живуть серед скельних виступів в саванах, зокрема серед інзельбергів. Зустрічаються парами. Живляться переважно комахами.